# IC 2594
IC 2594 ist eine Elliptische Galaxie vom Hubble-Typ E/S0 im Sternbild Hydra südlich des Himmelsäquators. Sie ist schätzungsweise 150 Millionen Lichtjahre von der Milchstraße entfernt und hat einen Durchmesser von etwa 65.000 Lichtjahren. Sie gilt als Mitglied der sieben Galaxien zählenden NGC 3313-Gruppe (LGG 209).
Im selben Himmelsareal befinden sich u. a. die Galaxien NGC 3335 und IC 2589.
Das Objekt wurde am 15. Februar 1898 von Lewis Swift entdeckt.